# Eriococcus pseudinsignis
Eriococcus pseudinsignis är en insektsart som beskrevs av Green 1921. I den svenska databasen Dyntaxa används istället namnet Acanthococcus pseudinsignis. Enligt Catalogue of Life ingår Eriococcus pseudinsignis i släktet Eriococcus och familjen filtsköldlöss, men enligt Dyntaxa är tillhörigheten istället släktet Acanthococcus och familjen filtsköldlöss. Arten är reproducerande i Sverige. Inga underarter finns listade i Catalogue of Life.